# Gare de Läufelfingen
La gare de Läufelfingen (en allemand Bahnhof Läufelfingen) est la gare de Läufelfingen, en Suisse.